# اووک گروو (تنسی)
اووک گروو(به انگلیسی: Oak Grove) شهری در ایالت تنسی کشور ایالات متحده آمریکا است که جمعیت آن در سرشماری سال ۲۰۱۰ میلادی، ۲۳۱ نفر بوده‌است.